# Eduard Naumann
Eduard Naumann (* 28. November 1800 in Neustadt (Dosse); † 18. Dezember 1858 in Freienwalde (Oder)) war Deichhauptmann des Oderbruchs.

## Leben
Von 1829 bis 1831 war Naumann als Baukondukteur mit der Leitung des Wasserbauamtes Krossen beauftragt. Danach arbeitete er als Wegebaumeister in Wittenberg. Ab 1832 war er wieder in Krossen, diesmal als Wasserbauinspektor tätig.
1840 wurde Naumann Deichhauptmann des Oderbruches. In dieser Funktion erhielt er ab 1848 auch die Leitung der Melioration im Niederoderbruch, zu der sein Vorgänger Koppin die Pläne erarbeitet hatte.
1855 wurde Naumann zum Königlichen Regierungs- und Baurat ernannt. Ein Jahr später legte er das Amt des Deichhauptmanns nieder, um sich ganz den Meliorationsarbeiten widmen zu können.
Eduard Naumann wurde auf dem Georgenfriedhof in Freienwalde begraben.